# Juan Pablo Dotti
Juan Pablo Dotti (24 de junho de 1984, Bolívar, Província de Buenos Aires) é um ciclista profissional argentino.
Começou no ano 1998, triunfando em Torneios Juvenis Bonaerenses. Depois em 1999 conseguiu o Campeonato Argentino de Pista, mais tarde viriam vários pódios em diversos eventos nacionais, até representar à Selecção Argentina nos Campeonatos PanAmericanos de 2002 na República Dominicana.
Chegou à cidade de San Juan a formar-se como ciclista de rota e ganhou em 2004 a primeira etapa da Volta a Mendoza e transitou como malha líder por algumas etapas.
Mais tarde, em 2005, viria o primeiro Campeonato Nacional em Sub-23 na especialidad Contrarrelógio Individual e também nesse ano ganhou em pista ele título na especialidade Scrach.
No ano 2006, deixou San Juan  para chegar à Europa, mais precisamente Itália e se integrou à equipa de grande fundo Bianchi, onde chegou ao triunfo em “ IL giro delle Valli Monregalesi”.
Em 2007 iniciou a sua atividade profissional na equipa CINELLI ENDEKA OPD.

## Palmarés
2004
- 1 etapa da Volta a Mendoza

2005
- Campeonato da Argentina Contrarrelógio sub-23

2007
- 1 etapa da Volta a San Juan
- 1 etapa da Volta a Navarra
- 2 etapas da Volta à Venezuela

2008
- 1 etapa da Volta a San Juan
- 1 etapa do Clássico Ciclístico Banfoandes

2009
- 1 etapa da Volta Ciclista do Uruguai

2010
- Duplo Calingasta, mais 1 etapa
- Volta a San Juan, mais 1 etapa

2011
- 1 etapa da Volta a San Juan

2012
- Giro do Sol San Juan, mais 1 etapa
- Volta a San Juan, mais 2 etapas
- Volta a Mendoza, mais 1 etapa

2013
- 1 etapa do Giro do Sol San Juan

2016
- 1 etapa da Dupla Bragado
- Volta a Mendoza, mais 2 etapas

2017
- Volta a Mendoza, mais 4 etapas

2018
- 1 etapa da Volta Ciclista do Uruguai

2019
- Campeonato da Argentina Contrarrelógio